# 観光都市
観光都市（かんこうとし、英: tourist city）とは、観光機能が都市の経済を支えるまでに強くなった都市。
あくまで都市についていう概念であり、都市ではない場所は含めない。

## 概説
都市の経済が主に観光産業で成り立っているような都市や、その経済の大きな部分を占めるほど大きくなっている都市である。
ただしどの程度の割合で線引きするかは決まっていない。たとえば京都市では「市内総生産の約１０％を観光業が占める」と推計されている水準である（10％台でも観光都市である。市当局自体も「観光都市」と謳っている。）

観光都市では、そうでない都市に比べて、観光関連のビジネス、たとえば宿泊業（ホテル、旅館など）、土産物店などの物品販売、外食産業（飲食店類）、運輸業（タクシー、バス、遊覧船などの運転や運行）に従事する人々の人口が多くなり、さらにそれに関連する周辺ビジネスに従事する人々、たとえば宿泊業のリネン類のクリーニング業者、宿泊業や飲食業に食材を納める食材卸売業者なども増える。また観光案内（ガイド業）に従事する人も多くなる。
観光都市では観光資源を護るために景観保護区域を設置する場合もある。
世界のおもな観光都市
都市名（国名）の形式で挙げる。
| - ラスベガス （アメリカ） - 香港 (中華人民共和国） - バンコク (タイ王国） - ロンドン （イギリス） - パリ （フランス） - マカオ （中国） - ドバイ （アラブ首長国連邦) - ニューヨーク市（アメリカ） - クアラルンプール (マレーシア) - シンガポール - イスタンブール （トルコ共和国） - デリー (インド） - アンタルヤ （トルコ共和国） - 深圳市 （中華人民共和国） - ムンバイ （インド） - プーケット （タイ王国） - ローマ (イタリア） - 東京 （日本） - パタヤ （タイ王国） - 台北 （台湾） - メッカ （サウジアラビア） - 広州市 （中華人民共和国） | - プラハ （チェコ） - メディナ （サウジアラビア） - ソウル （韓国） - アムステルダム （オランダ） - アーグラ （インド） - マイアミ市 （アメリカ） - 大阪 （日本） - 上海 （中華人民共和国） - ホーチミン市 （ベトナム） - バルセローナ （スペイン） - ロサンゼルス市 （アメリカ） - ミラノ （イタリア） - チェンナイ （インド） - ウィーン （オーストリア） - ジョホールバル （マレーシア） - ジャイプール （インド） - カンクン （メキシコ） - ベルリン （ドイツ） - カイロ （エジプト） |

上の一覧は、基本的に2018年のEuromonitorによる訪問者人数をもとに多いほうから並べた。
英語版記事「en:List of cities by international visitors」にさらに長いリストが掲載されている。
日本のおもな観光都市
札幌市 函館市 小樽市 富良野市 仙台市 日光市 横浜市 鎌倉市 金沢市 熱海市 伊豆市伊勢市 志摩市 京都市 大阪市
神戸市 姫路市 奈良市 松江市 出雲市 倉敷市 尾道市 福岡市 唐津市長崎市 熊本市 別府市 由布市 鹿児島市 那覇市 石垣市 宮古島市